# فيتروم

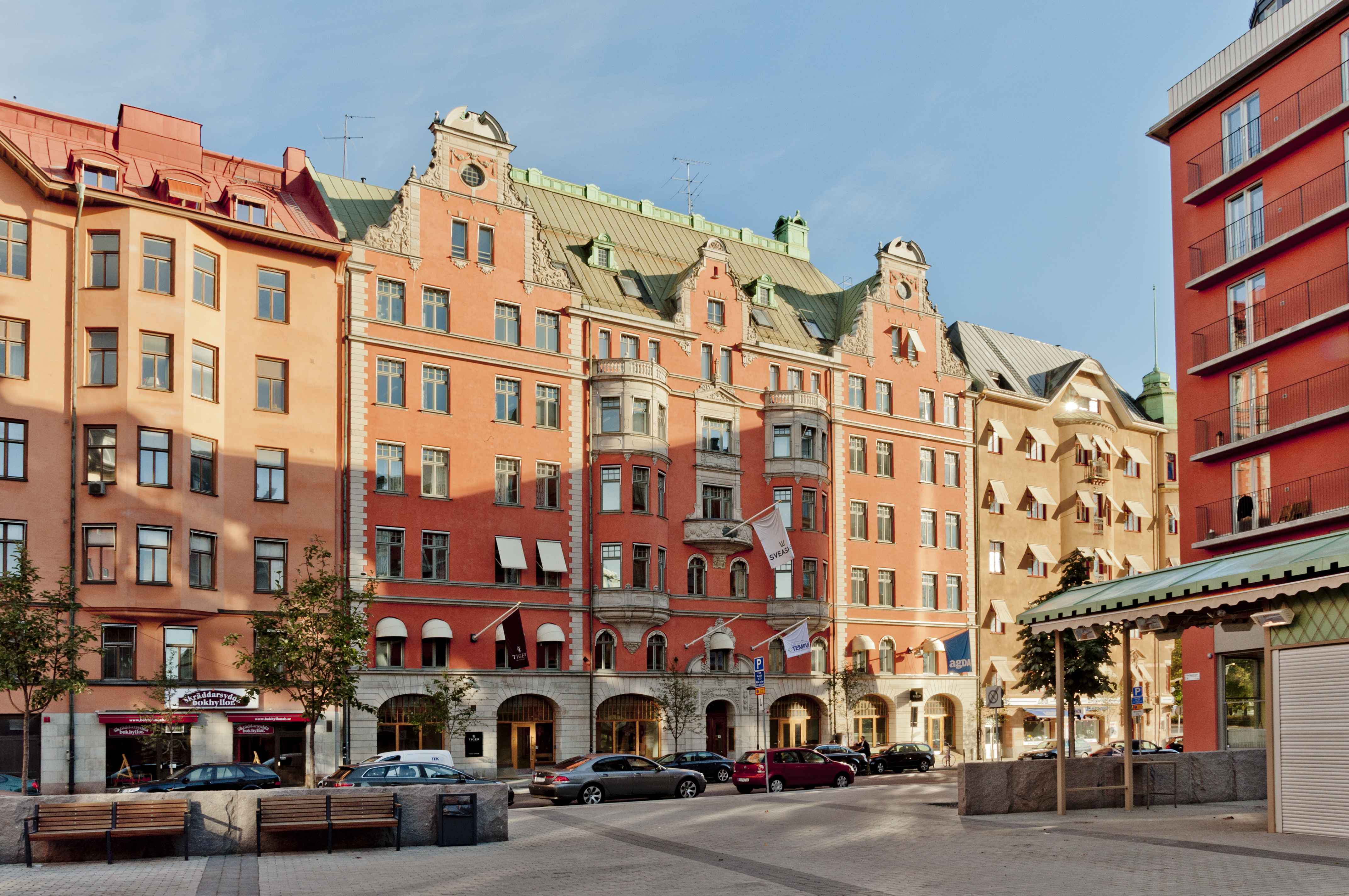
المبنى الرئيسي السابق للشركة في شارع تورسغاتان في ستوكهولم.

فيتروم (بالسويدية: Vitrum) تعد أول شركة صيدلانية سويدية، حيث تأسست عام 1877 لكنها اندمجت مع كابي عام 1972.
فيتروم (Vitrum) باللغة اللاتينية تعني الزجاج.

## تاريخ فيتروم
تأسست فيتروم عام 1877 في صيدلية صيدلة نوردستيرنان [السويدية] في شارع دروتنينغاتان [الإنجليزية] في ستوكهولم وسميت Nordstjernans Droghandel. وفي عام 1902، استأجرت الشركة صيدلية لتسويق أدويتها. وفي عام 1908، اشترت مبنى جديدا في شارع تورسغاتان [السويدية] ونقلت إليه أعمالها.
في عام 1924، تم تغيير الاسم إلى صيدلية مركز بيع فيتروم (بالسويدية: Apoteksvarucentralen Vitrum). وفي عام 1930، تحولت الشركة إلى شركة ذات مسؤولية محدودة تحت اسم شركة مركز بيع فيتروم للصيادلة (بالإنجليزية: Apoteksvarucentralen Vitrum Apotekareaktiebolaget)‏.
عندما تأسست شركة أبوتكسبولاغت (بالسويدية: Apoteksbolaget - أي شركة الصيدليات) في عام 1972، امتلك المجتمع الصيدلاني [السويدية] الصناعة الصيدلانية في فيتروم ودمج مع شركة كابي وتسمى بشركة كابي فيتروم.
في عام 1990، اندمجت كابي فيتروم مع فارماسيا لتكونان شركة كابي فارماسيا، وكان المقر الرئيسي في أوبسالا، ثم استغني عن تسمية كابي ليبقى الاسم فارماسيا فقط.
باعت شركة فارماسيا المتبقي من شركة كابي فيتروم في ستوكهولم عام 2001 إلى شركة بايوفيتروم، والتي باعت القسم المختص بمنتجات البلازما إلى أوكتافارما في عام 2002.

## منتجات الشركة
في عام 1930، أنتجت الشركة الإنسولين.
وفي عام 1936، كانت شركة فيتروم أول شركة في العالم تصنع الهيبارين المعد للحقن الوريدي مستفيدة من اكتشافات إريك يوربس في تركيب الهيبارين ودوره في تجلط الدم.
في السنوات التالية، قامت الشركة بأعمال واسعة في مجال منتجات التغذية الوريدية.